# دو كير
منظمة دو كير الدولية (بالإنجليزية: DOCARE International) هي منظمة غير ربحية طبية توعوية، تقدم الرعاية الصحية للمجتمعات التي تعاني من نقص في الخدمات في المناطق النائية من نصف الأرض الغربي. تقدم خدمات الرعاية الصحية من خلال العيادات الطبية الدائمة ورحلات توعوية قصيرة المدى. عملت دو كير الدولية في عدة دول مثل: هايتي وغواتيمالا ونيكاراغوا وبيرو والهند ومالاوي وأوغندا وتنزانيا. تدير ثلاث عيادات دائمة، اثتنان في غواتيمالا (سان اندريس ايتزابا وتيكبان غواتيمالا) وواحدة في تشاكراسيكا في نيكاراغوا.

## التاريخ
تأسست دو كير من قبل أرنست. أ.ألابي، الطب التقويمي العظمي في الولايات المتحدة الأمريكية عام 1961، تُشغل من قبل الجمعية الأمريكية لتقويم العظام وتتألف من أطباء دكتوراه في تقويم العظام وطلاب طب تقويم العظام وأطباء دكتوراه في الطب وغيرهم من المتخصصين في الرعاية الصحية. وقد دخلت في شراكة مع البحرية الأمريكية في المهام الطبية.